# Kościół św. Rozalii w Suszu
Kościół Świętej Rozalii – jeden z dwóch rzymskokatolickich kościołów parafialnych w mieście Susz, w województwie warmińsko-mazurskim. Należy do dekanatu Susz diecezji elbląskiej. Jeden z zabytków miejscowości.

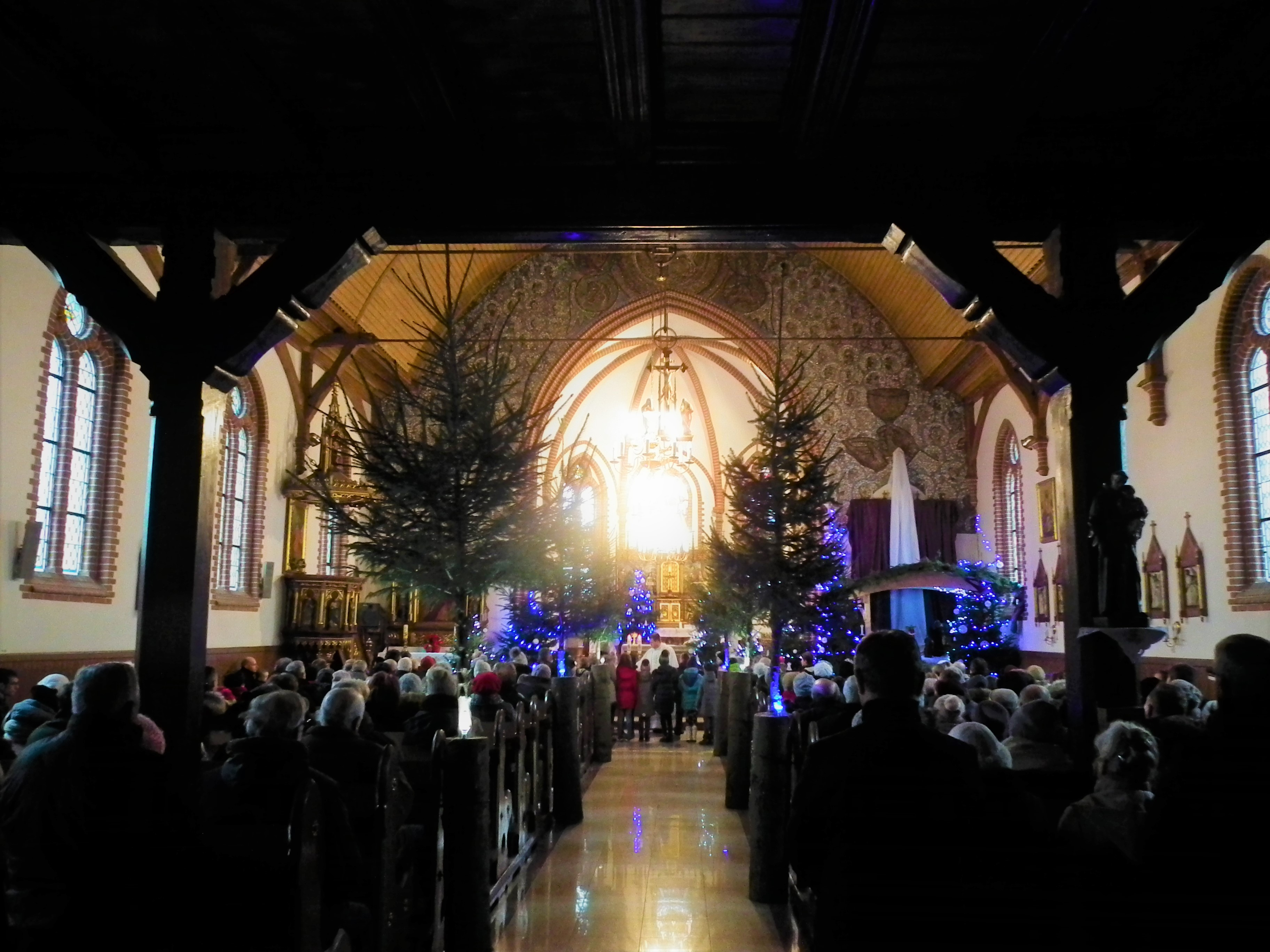
Wnętrze świątyni

W dniu 21 lutego 1902 roku została erygowana w Suszu parafia pw. św. Rozalii. Wkrótce rozpoczęto budowę nowej świątyni zaprojektowanej przez gdańskiego architekta Gebharda. W dniu 26 lipca 1904 roku został poświęcony kamień węgielny, natomiast dwa lata później w dniu 5 grudnia 1905 roku ukończony kościół. Uroczysta konsekracja świątyni odbyła się w dniu 4 czerwca 1923 roku. Przewodniczył jej biskup warmiński Augustinus Bludau.
Jest to budowla w stylu neogotyckim, murowana, wzniesiona z cegły, o jednej nawie, posiada wyodrębnione wieloboczne prezbiterium i smukłą, kwadratową wieżę wysuniętą przed nawę. Z lewej i prawej strony prezbiterium są umieszczone dwie zakrystie, z kolei z lewej i prawej strony wieży dwie kruchty – w rezultacie do wnętrza wchodzi się przez trzy profilowane portale. Wieża jest zwieńczona ostrosłupową strzelistą iglicą podobną do gotyckich sygnaturek, na szczycie której nad krzyżem jest umieszczony blaszany kur. Z blaszanego pokrycia dachu wieży są poprowadzone narożnikowe rzygacze. Elewacje świątyni są ozdobione bogatym detalem, są to m.in. profilowane okna z ceglanymi laskowaniami, okulusy w półszczytach nawy, pasy blend. Korpus jest zamknięty dachem dwuspadowym złożonym z dachówki. Wnętrze nawy jest pokryte spłaszczonym sklepieniem kolebkowym, podpartym przez osadzone w murze belki. W prezbiterium jest umieszczone sklepienie żebrowe. Prezbiterium oddziela od nawy profilowany łuk tęczowy.
Wystrój i wyposażenie świątyni pochodzi z czasu jego budowy i reprezentuje styl neogotycki. Ołtarz główny, w kształcie tryptyku, posiada płaskorzeźbione sceny Niesienia krzyża i Opłakiwania. W łuku tęczowym znajduje się neogotycka Grupa Ukrzyżowania. Organy zostały zbudowane w królewieckiej firmie Maxa Terletzkiego. W oknach są umieszczone neogotyckie witraże figuralne, wykonane w ratyzbońskiej pracowni Georga Schneidera. Przedstawiają one patronkę świątyni, św. Rozalię (w centralnej części), scenę Zmartwychwstania (z lewej strony) i Wniebowstąpienia (z prawej strony). Trzy kościelne dzwony zostały odlane w 1903 roku w Olsztynie, w filii firmy Franza Schillinga, mającej swą siedzibę w Apoldzie w Turyngii.
Na elewacji zewnętrznej zawieszona jest tablica z 1995 upamiętniająca jubileusz 90-lecia budowy kościoła. W kruchcie wisi tablica ku czci 1950-lecia Odkupienia.